# Farnham Common
Farnham Common – wieś w Anglii, w hrabstwie Buckinghamshire, w dystrykcie (unitary authority) Buckinghamshire. Leży 35 km na zachód od centrum Londynu.